# Hélène Dorion
Hélène Dorion, née le 21 avril 1958 au Québec, est une écrivaine québécoise. Figure majeure de la littérature québécoise et francophone, elle est reconnue autant au Québec qu'à l'international. Ses livres sont traduits et édités en une quinzaine de langues et font l'objet d'analyse dans divers pays. Avec son recueil de poèmes Mes forêts, elle est la première femme vivante et première québécoise à figurer au programme du baccalauréat en France. En 2024, elle a reçu le grand prix de poésie de l'Académie française.

## Biographie

### Jeunesse et formation
Hélène Dorion est née le 21 avril 1958 à Québec,. Elle grandit à Sainte-Foy. Son père travaille à son propre compte, sa mère pratique le piano. Hélène Dorion fait ses études primaires et secondaires au Collège Notre-Dame-de-Bellevue.
Elle est titulaire d’un baccalauréat en philosophie (1980) et d’une maîtrise en littérature (1985) de l’Université Laval. Durant sa maîtrise, elle est aussi chargée de cours.
À 26 ans, Hélène Dorion déménage à Saint-Hippolyte dans les Laurentides pour enseigner au Cégep de Saint-Jérôme,. Elle y enseigne pendant six ans, mais alors qu'elle pourrait finalement obtenir un poste permanent, elle décide de quitter. Quelque mois plus tard, on lui propose de prendre le relai d'une maison d'édition qui se consacre à la poésie. Elle vit jusqu'en 2010 à Saint-Hippolyte, avant de partir vivre dans la région de l'Estrie,, et en ayant un pied-à-terre à Montréal.

### Carrière littéraire
Elle publie, entre 1983 et 2023, plus d’une trentaine de livres dont Pas même le bruit d'un fleuve (roman, 2020), Mes forêts (poèmes, 2021), Comme résonne la vie (poèmes, 2018), Le temps du paysage (récit avec photographies, 2016), La Vie bercée (album jeunesse, 2022), Sous l’arche du temps (essai, 2013) et Jours de sable (roman, 2004). En 2006, les Éditions de l’Hexagone publient une rétrospective de son œuvre poétique 1983-2000 sous le titre Mondes fragiles, choses frêles,,,.

L'ensemble de l'œuvre d'Hélène Dorion « interroge la beauté complexe du monde, à travers l’impermanence des choses et l’incessante transformation de l’être et de la vie ». Selon Isabelle Cadoret, la « réalité figurée par Dorion dans ses œuvres serait une réalité vécue, saisie par un sujet qui cherche à s’unir au monde, à l’habiter ».
C'est en conjuguant la fraîcheur d'invention et une attentive observation de la création poétique, ici et à l'étranger, qu'Hélène Dorion a su se frayer un chemin jusqu'à la particularité de son chant. Issue de l'écriture féministe et d'un recentrement sur le vécu quotidien et personnel, elle est devenue une de ces voix hors des courants et des modes, une voix qu'on veut imiter dans ce qu'elle a d'inimitable et d'inédit.
Auteure de plusieurs livres d'artiste, Hélène Dorion collabore également à de nombreux ouvrages collectifs, et ses textes figurent dans diverses anthologies parues au Québec et à l’étranger,. Elle dirige par ailleurs des publications consacrés à la littérature québécoise et travaille à la rédaction de revues dont Livres et auteurs québécois, Estuaire (Québec), Présages (France), Cronica (Roumanie), Le Courrier du Centre International d’Études Poétiques et Regart (Belgique). Elle écrit également des préfaces pour des ouvrages de poésie et prépare des anthologies de poètes québécois, notamment dans le cadre d'une édition de poèmes de Saint-Denys Garneau.
Hélène Dorion occupe le poste de directrice des Éditions du Noroît entre 1991 et 2000,. Elle a d'ailleurs été réalisatrice d'une série d’enregistrements de poésie et de musique pour cette maison d'édition. Elle quitte ses fonctions au Noroît en 2000 pour se recentrer sur l'écriture.
Elle est accueillie comme écrivaine en résidence en 1999 et 2000 à l’Université du Québec à Montréal, puis à l’Université de Montréal.
Depuis 2015, elle conçoit et présente des concerts littéraires avec des orchestres réputés tels Les Violons du Roy et I Musici.
Elle a écrit avec Marie-Claire Blais l'opéra Yourcenar – Une île de passions qui a été co-produit par l'Opéra de Montréal et l'Opéra de Québec et présenté en 2022 à Montréal et au Québec.

### Reconnaissance
Traduite et publiée dans une quinzaine de pays, son œuvre lui mérite plusieurs distinctions et prix littéraires, notamment le prix Athanase-David, plus haute distinction accordée par le gouvernement du Québec en littérature pour l'ensemble d'une oeuvre, le prix du Gouverneur général du Canada, le prix Anne-Hébert, le prix International de Poésie Wallonie-Bruxelles et le prix Alain-Grandbois. En 2005, elle reçoit le prix de l’Académie Mallarmé qui lui est remis pour l’ensemble de son œuvre à l'occasion de la parution de Ravir : les lieux. En 2009, elle obtient le prix Charles-Vildrac, de la Société des Gens de Lettres de France, pour son livre Le Hublot des heures. Elle obtient la même année le prix de la revue Études françaises pour son récit L'Étreinte des vents.
Hélène Dorion fait partie des jurys permanents des prix internationaux de poésie de langue française Léopold-Senghor et Louise-Labé,. En 2006, elle est élue membre de l’Académie des lettres du Québec. En 2007, elle est faite Chevalière de l'Ordre national du Québec. Hélène Dorion est également officière de l’Ordre du Canada,. Elle est membre de l'Union des écrivaines et des écrivains québécois.
En 2014, elle est sélectionnée par la prestigieuse Fondation newyorkaise Civitella Ranieri pour une résidence d'artiste en Italie.
En 2022, son œuvre Mes forêts a été sélectionnée pour faire partie des livres étudiés par les lycéens et les lycéennes dans le cadre du programme de baccalauréat en France à partir de l'année 2024,.
En 2024, elle est nommée Compagne de l'Ordre et des arts du Québec et reçoit le Grand Prix de Poésie de l'Académie française.
Le 1er mai 2025, elle est nommée chevalière de l'ordre des Arts et des Lettres de la République française.

## Œuvres

### Poésie
- L'Intervalle prolongé suivi de La Chute requise, avec cinq dessins de l'auteure, Saint-Lambert, Chambly, Éditions du Noroît, collection « L'instant d'après », 1983, 80 p.  (ISBN 9782890180758)
- Hors champ, Saint-Lambert, Chambly, Éditions du Noroît, 1985, 109 p.  (ISBN 2890181197)
- Les Retouches de l'intime, Saint-Lambert, Chambly, Éditions du Noroît, 1987, 99 p. [Réédition, avec le parcours photographique de Louise Chatelain, Montréal, Éditions du Noroît, 2004]  (ISBN 2890181529 et 2890185214)
- Les Corridors du temps, Trois-Rivières, Écrits des Forges, 1988, 1991, 117 p.  (ISBN 2890461424)
- La Vie, ses fragiles passages, illustration de couverture de Michel Fourcade, Chaillé-sous-les-Ormeaux, Éditions Le Dé Bleu, 1990, 112 p.  (ISBN 2900768845)
- Un visage appuyé contre le monde, avec quatre dessins de Marc Garneau, Saint-Lambert et Chaillé-sous-les-Ormeaux, Éditions du Noroît / / Saint-Hippolyte et Chaillé-sous-les-Ormeaux, France, Éditions Le Dé Bleu, 1990, 1991, 1993, 1997, 112 p. [Réédition, Montréal, Éditions du Noroît, collection « Ovale », 2001.]  (ISBN 2890182045 et 2900768896)
- Le Vent, le Désordre, l'Oubli, dessins de Marc Garneau, Mont-sur-Marchienne, Belgique, Éditions L'Horizon Vertical, 1991, 29 p.
- Les États du relief, Montréal, Éditions du Noroît / Saint-Hippolyte et Chaillé-sous-les-Ormeaux, France, Éditions Le Dé Bleu, 1991, 1993, 84 p.  (ISBN 2890182339, 2890182339 et 2900768969)
- L'Issue, la résonance du désordre, Amay, Belgique, L'Arbre à Paroles, 1993, 60 p. [Réédition, Saint-Hippolyte, Éditions du Noroît, 1994, 60 p.]  (ISBN 2890183041)
- Réédition, L'Issue, la résonance du désordre suivi de L’Empreinte du bleu, gravures de Marc Garneau, Saint-Hippolyte, Éditions du Noroît, 1999, 104 p.  (ISBN 2890184374)
- Sans bord, sans bout du monde, Paris, Éditions de La Différence, 1995, 116 p. [Réédition, 2003 120 p.]  (ISBN 2729110941 et 2729112502)
- Pierres invisibles, encres de Julius Baltazar, Saint-Benoît-Du-Sault, France, Éditions Tarabuste, 1998, 53 p. [Réédition, Saint-Hippolyte, Éditions du Noroît, 1999, 60 p.]   (ISBN 2908138697 et 2890184021)
- Les Murs de la grotte, Paris, Éditions de La Différence, 1998, 96 p.  (ISBN 272911193X)
- Passerelles, poussières, Rimbach, Allemagne, Éditions Im Wald, 2000, 54 p.
- Fenêtres du temps, en collaboration avec Marie-Claire Bancquart (Voilé/Dévoilé), Montréal, Trait d'union, impression, 2000, 99 p.  (ISBN 2922572498)
- Portraits de mers, Paris, Éditions de la Différence, 2000, 128 p.  (ISBN 2729113118)
- Ravir : les lieux, Paris, Éditions de La Différence, 2005, 2007, 117 p.  (ISBN 2729115757)
- Mondes fragiles, choses frêles, Montréal, Éditions de l’Hexagone, collection « Rétrospectives », 2006, 808 p.  (ISBN 9782890067868 et 2890067866)
- Le Hublot des heures, Paris, Éditions de La Différence, 2008, 112 p.  (ISBN 9782729117740)
- Cœurs, comme livres d'amour, Montréal, Éditions de l'Hexagone, Coll. « L'appel des mots », 2012, 92 p.  (ISBN 9782896480067)
- Comme résonne la vie, Paris, Éditions Bruno Doucey, Coll. « Soleil noir », 2018, 80 p.  (ISBN 9782362291685)
- Mes forêts, Paris, Éditions Bruno Doucey, Coll. « Soleil noir », 2021, 112 p.  (ISBN 9782362293801)

### Romans et récits
- Jours de sable, Montréal, Éditions Leméac, 2002, 137 p. [Réédition, Paris, Éditions de La Différence, 2003, 111 p.] [Réédition Éditions Druide, 2018, 177 p.]   (ISBN 2760965031 et 2729114491)
- L'Étreinte des vents, Montréal, Presses de l'Université de Montréal, 2009, 142 p.) [Paru en France sous le titre L'âme rentre à la maison, Paris, Éditions de La Différence, 2010] [Réédition, Éditions Druide, 2018]  (ISBN 9782760621695 et 9782760625617) Paru en France sous le titre L'âme rentre à la maison, Paris, Éditions de La Différence, 2010, 144 p.
- Recommencements, Montréal, Éditions Druide, 2014, 219 p.  (ISBN 9782897111236)
  - Des extraits de Recommencements ont été publiés dans le volume jubilaire de la revue Études françaises (vol. 50, nos  1-2, 2014) : [lire en ligne].
- Le Temps du paysage, Montréal, Éditions Druide, 2016, 123 p.  (ISBN 9782897112684)
- Pas même le bruit d'un fleuve, Québec, Éditions Alto, 2020, 184 p.  (ISBN 9782896944491, 9782896944491, 9782896944507 et 9782896944514). France, Éditions Le mot et le reste, 2022. France, Gallimard/Folio, 2024.

### Album jeunesse
- La Vie bercée, illustrations de Janice Nadeau, Montréal, Les 400 Coups, 2006, 48 p.  (ISBN 2895402809) Rééditions en 2022.

### Essai et correspondance
- Sous l’arche du temps, Montréal, Éditions Leméac, 2003, 96 p. [Édition augmentée, Paris, Éditions de la Différence, 2005, 96 p.]  (ISBN 2760960595)
- Nous ne sommes pas seules, correspondance avec Carol Bernier, Trois-Rivières, Éditions d'art Le Sabord , 2014, 116 p.  (ISBN 9782924085080)

### Opéra
- Yourcenar - Une Île de passions : La création d'un opéra (coécrit avec Marie-Claire Blais), Montréal, Les Éditions de l'Homme, juillet 2022, 160 p. (ISBN 978-2-761-95938-4)

### Livres d'artiste
- Fragments du jour, tiré à cent un exemplaires, Paris, Éditions Bernard-Gabriel Lafabrie, 1990, n.p.
- Carrés de lumière, poèmes inédits et manuscrits de Hélène Dorion, accompagnés de six peintures originales de Jean-Luc Herman, Saint-Hippolyte et Paris, 1994, 1 portefeuille.
- L'empreinte du bleu, gravures de Marc Garneau, Montréal, Édition du Noroît, 1994, 1 portefeuille.  (ISBN 2890183130)
- Passages de l’aube, poèmes manuscrits accompagnés de dessins originaux de Julius Baltazar, réalisé à six exemplaires, Paris, 1996, n.p.
- La Caverne de l’histoire, poèmes manuscrits accompagnés de dessins originaux de Julius Baltazar, réalisé à trois exemplaires, Paris, 1997, n.p.
- Voyages de Porphyre, poèmes manuscrits accompagnés de dessins originaux de Julius Baltazar, réalisé à deux exemplaires, Paris, 1997, n.p.
- Portraits de mer, livre peint par Béatrice Querrec, La Chapelle chaussée, France, Éditions Dana, 1998, 1 feuillet.  (ISBN 2911492110)
- Pierres invisibles, poèmes manuscrits accompagnés de dessins originaux de Julius Baltazar, réalisé à deux exemplaires, Paris, 1999, n.p.
- Chemins du poème, textes manuscrits accompagnés de dessins originaux de Julius Baltazar, réalisé à trois exemplaires, Paris, 1999, n.p.
- Battements de terre, gravures de Olivier Debré & Julius Baltazar, Montréal, Éditions Simon Blais, 1999, 1 portefeuille.
- Le Bruit du passé, poèmes et interventions de Hélène Dorion, réalisé à sept exemplaires, Tours, France, Vice-Versa, 2001, n.p.
- Horizon, poème extrait de Les Retouches de l’intime, exemplaire unique, peint et relié à la main par Kamal Boullata, 2002, n.p.
- Et ce n'est que vie, concept et illustrations d'Anne Bérubé, poèmes de Hélène Dorion, Verdun, A. Bérubé, 2004, 10 p.  (ISBN 2980864404)
- Comme livres d’amour, Laon, Éditions La Porte, 2005, 92 p.  (ISBN 9782896480067)
- Sainte-Sébastienne, avec Françoise Sullivan et Denise Desautels, réalisé à douze exemplaires Montréal, Éditions Roselin, 2007, n.p.
- Creuser avec les mains : Carol Bernier : œuvres, 1997-2014, textes de Robert Enright, Hélène Dorion, Richard Desjardins, Danielle Legentil et Serge Marquis, Montréal, Éditions Simon Blais, 2014, 123 p.  (ISBN 9782923751108)
- Tant de fleuves, tirage unique de 110 exemplaires, Saint-Bonnet-Elvert, France, Éditions du Petit Flou, 2016, n.p.
- L’Oranger de Cézanne, tirage unique de 110 exemplaires, Saint-Bonnet-Elvert, France, Éditions du Petit Flou, 2018, n.p.

### Collectifs, anthologies et autres
- Le Souffle du poème : anthologie de poètes du Noroît, compilé par Hélène Dorion, Montréal, Éditions Pierre Tisseyre, Éditions du Noroît, 1993, 164 p.  (ISBN 289051529X et 289018269X)
- Poèmes choisis, Saint-Denys Garneau (dir.), préface de Jacques Brault, choix et présentation de Hélène Dorion, Montréal, Éditions du Noroît / Amay, Belgique, L'Arbre à paroles / Echternach, Luxembourg, Éditions Phi, 1993, 114 p.  (ISBN 2890183602, 2890182770 et 2879620252)
- Poèmes choisis, Marie Uguay, lus par Susanne Giguère, musique de Violaine Corradi, choix des poèmes par Hélène Dorion, Montréal, Éditions du Noroît, 1994, 1 cassette audio : analogique.  (ISBN 2890183092)
- Poèmes choisis, Michel Beaulieu, lus par Pierre Nepveu, musique de Violaine Corradi, choix des poèmes par Hélène Dorion, Montréal, Éditions du Noroît, 1995, 1 cassette : analogique.  (ISBN 2890183238)
- Initiale II : poètes de la relève, Catherine Fortin, musique de Violaine Corradi, choix des poèmes et des auteurs par Hélène Dorion, Montréal, Éditions du Noroît, 1996, 1 cassette : analogique.
- D’argile et de souffle, anthologie préparée par Pierre Nepveu, Montréal, Éditions Typo, 2002, 299 p.  (ISBN 2892951763)

- J'écris peuplier (livre anniversaire), Collectif paritaire de cinquante poètes, direction et illustration par Monique LeBlanc, préface de Paul Bélanger, Montréal, Éditions du Noroît, 2021  (ISBN 978-2-89766-278-3)

### Versions traduites de ses livres
- The edges of light : selected poems : 1983-1990, Hélène Dorion, Traduction en anglais par Andrea Moorhead, Toronto, Guernica, 1995, 108 p.  (ISBN 0920717950)
- La caverne de l'histoire (The cavern of history ; Die Höhle der Geschichte), Traduction en allemand par Rüdiger Fischer, Rimbach, Allemagne, Éditions En forêt, Coll. Sources - Reihe Quellen, 1996, 49 p.  (ISBN 3929208229)
- Sans bord, sans bout du monde (Sin borde sin final del mundo), Traduction en espagnol par François-Michel Durazzo, Vitorai-Gasteiz, Espagne, Bassarai, 1997, 117 p.  (ISBN 8489852049)
- Les Murs de la grotte, 3 poèmes, Traduction en allemand par Hans Thill: Ohne Titel (2); Seele der Ewigkeit entgegen, en: Anders schreibendes Amerika. Literatur aus Québec. (dir.) Lothar Baier, Pierre Filion, Das Wunderhorn, Heidelberg, 2000, p. 160 – 162.
- Passerelles et poussières (Passerelle e polveri ; Bridges, dust ; Staubkörner, Stege), traduction en italien par Fabio Scotto, traduction en anglais par Andrea Moorhead, traduction en allemand par Rüdiger Fischer, Rimbach, Allemagne, Éditions En forêt, 2000, 51 p.  (ISBN 3929208431)
- La Vie, ses fragiles passages (La vita i suoi fragili passaggi), Traduction en italien par Giovanni Cammelli et François-Michel Durazzo, Pasian di Prato, Italie, Campanotto, stampa, 2000, 158 p.  (ISBN 8845602427)
- Un visage appuyé contre le monde (Un rostre recolzat contra el món), Traduction en catalan par Carles Duarte et de François-Michel Durazzo, Lleida, Pagès, 2003, 111 p.  (ISBN 9788497790871)
- Sans bord, sans bout du monde (No end to the world): selected poems, Traduction en anglais par Daniel Sloate, Toronto, Guernica, 2004, 141 p.  (ISBN 1550711849)
- Jours de sable (Days of sand), Traduction en anglais par Jonathan Kaplansky, Toronto, Cormorant Books, 2008, 111 p.  (ISBN 9781897151075)
- Les corridors du temps (Los pasadizos del tiempo), Tlaquepaque, México, Mantis Editores, 2010, 215 p.  (ISBN 9786077943020)
- Ravir : les lieux (Seizing : places), traduction en anglais par Patrick McGuinness, Todmorden UK, Arc Publications, 2012, 120 p.  (ISBN 9781906570170)
- L'Étreinte des vents, traduction en serbe par Lijana Matic, Novi Sad, Serbie, Reka, 2021.
- Pas même le bruit d'un fleuve, traduction en serbe par Lijana Matic, Novi Sad, Serbie, Reka, 2022.
- Pas même le bruit d'un fleuve, traduction en anglais par Jonathan Kaplansky, Book*Hug Press (à paraître).

## Prix et distinctions

### Récipiendaire
- 1992 - Prix international de poésie Wallonie-Bruxelles décerné au Marché de la poésie de Paris (pour l'ensemble de son œuvre)[18]
- 1993 - Grand Prix de la culture des Laurentides, catégorie Lettres[25]
- 1995 - Prix de la Société des écrivains canadiens (pour L'Issue, la résonance du désordre)[1]
- 1996 - Prix Alain-Grandbois de l’Académie des lettres du Québec (pour Sans bord, sans bout du monde)[19]
- 1997 - Prix du Festival international de poésie de Roumanie (pour L'Issue, la résonance du désordre)[26]
- 1997 - Élue membre permanent du jury du prix francophone de poésie Louise-Labé[27]
- 1998 - Élection à l’Académie des Arts d’Oradea de Roumanie
- 1999 - Prix Aliénor [France] (pour Pierres invisibles)[28],[29]
- 2004 - Prix Anne-Hébert du roman (pour Jours de sable)[17]
- 2005 - Prix Mallarmé [France] (pour l’ensemble de son œuvre à l’occasion de la parution de Ravir : les lieux)[30],[31]
- 2006 - Élection à l’Académie des lettres du Québec[22]
- 2006 - Prix du Gouverneur général du Canada (pour Ravir : les lieux)[16]
- 2007 - Sélection : White Ravens, Bibliothèque Internationale de Jeunesse (pour La Vie bercée)
- 2007 -  Chevalière de l'Ordre national du Québec[9]
- 2009 - Prix Charles-Vildrac de la Société des Gens de Lettres de France (pour Le Hublot des heures)[32]
- 2009 - Prix de la revue Études françaises (pour L'Étreinte des vents)
- 2010 -  Officier de l'Ordre du Canada[33]
- 2011 - Prix européen Léopold-Senghor (pour l’ensemble de l’œuvre)[34]
- 2014 - Prix des Écrivains francophones d’Amérique (pour Recommencements)[35]
- 2017 - Concours LUX – catégorie « Livre de photos » (pour Le Temps du paysage)
- 2019 - Prix Athanase-David (pour l'ensemble de sa carrière)[36]
- 2020 - Prix du CALQ – Artiste de l’année (Estrie)[8]
- 2022 - Grand prix Béatrix de Toulouse-Lautrec de l'Académie des Jeux floraux
- 2023 - Maître ès jeux de l'Académie des Jeux floraux
- 2024 - Grand prix de poésie de l'Académie française[37]
- 2024 - Compagne de l'ordre des arts et des lettres du Québec[38].

### Finaliste
- 1988 - Prix Émile-Nelligan (pour Les Retouches de l’intime)[39]
- 1989 - Prix Émile-Nelligan (pour Les Corridors du temps)
- 1991 - Prix Émile-Nelligan (pour Un Visage appuyé contre le monde)
- 1992 - Prix de poésie du Journal de Montréal (pour Les États du relief)
- 1992 - Prix Georges-Limbour (pour Les États du relief)
- 1996 - Prix Estuaire des Terrasses Saint-Sulpice (pour Sans bord, sans bout du monde)[14]
- 1998 - Prix du Festival International de poésie de Trois-Rivières (pour Les Murs de la grotte)[40]
- 1998 - Prix du Gouverneur général du Canada (pour Les Murs de la grotte)[41]
- 2000 - Prix Marcel-Thiry (pour Portraits de mers)
- 2000 - Prix Mallarmé [France] (pour Portraits de mers)
- 2003 - Prix Spirale Eva-Le-Grand (pour Jours de sable)
- 2003 - Prix des Libraires, roman québécois (pour Jours de sable)[42]
- 2005 - Quebec Writers’ Federation, catégorie traduction (pour No End to The World)
- 2007 - Prix du livre jeunesse des bibliothèques de Montréal (pour La Vie bercée)
- 2007 - Prix Alvine-Bélisle et au Prix du livre jeunesse des bibliothèques de Montréal (pour La Vie bercée)
- 2010 - Prix Spirale (pour L’Étreinte des vents)[43]
- 2012 - Prix du Gouverneur général du Canada (pour Cœurs, comme livres d’amour)[44]
- 2013 - Prix du Festival de poésie de Montréal (pour Cœurs, comme livres d’amour)[45]
- 2013 - Prix Marcel-Thiery (pour Cœurs, comme livres d’amour)
- 2013 - Prix du CALQ (Estrie) (pour Cœurs, comme livres d’amour)[46]
- 2013 - Prix Popescu (pour Seizing : Places)
- 2014 - Prix du CALQ (Estrie) (pour Recommencements)[47]
- 2016 - Prix Marcel-Couture (pour Le temps du paysage)
- 2016 - Prix du CALQ (Estrie) (pour Le temps du paysage)[48]
- 2017 - Prix Louis-Guillaume (France) (pour Le temps du paysage)
- 2021 - Prix francophone international du Festival de la poésie de Montréal